# Janet World Tour
Janet World Tour (estilizada como janet. World Tour) foi a segunda turnê da cantora Janet Jackson, que durou de 1993 a 1995. Em 123 shows reuniu 4,9 milhões de pessoas e arrecadou 175 milhões de dólares para a cantora.

## Set list
1. If
2. What Have You Done for Me Lately
3. Nasty
4. Let's Wait Awhile
5. Come Back To Me
6. Throb
7. Medley:
  1. When I Think of You
  2. Escapade
  3. Miss You Much
8. Love Will Never Do (Without You)
9. Alright
10. What'll I Do
11. Any Time, Any Place
12. Where Are You Now
13. Again
14. And On and On
15. Black Cat
16. Rhythm Nation
17. This Time1
18. That's the Way Love Goes
19. New Agenda
20. Because of Love
21. You Want This
22. Whoops Now